# Elbland Philharmonie Sachsen

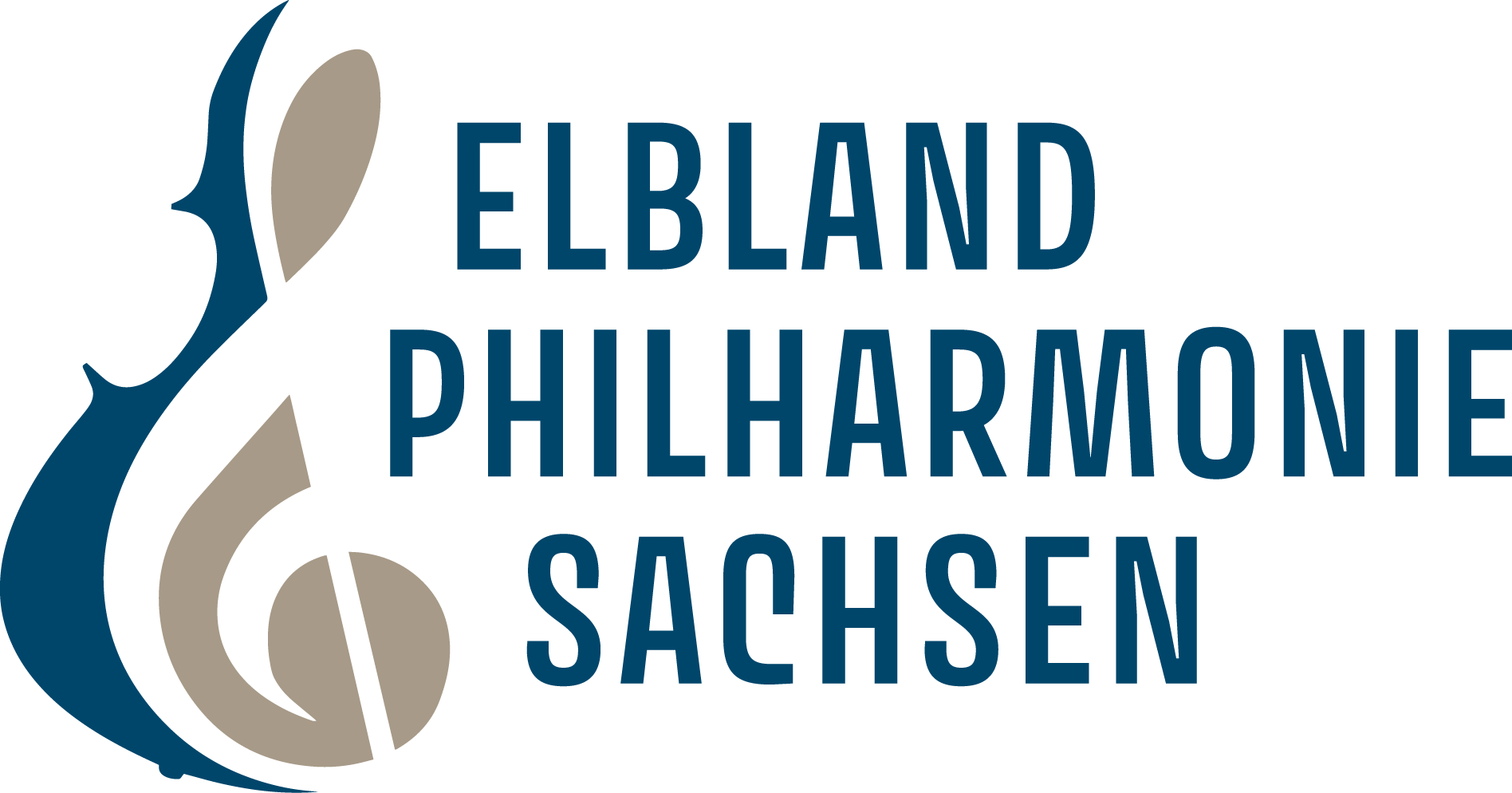
Orchesterlogo

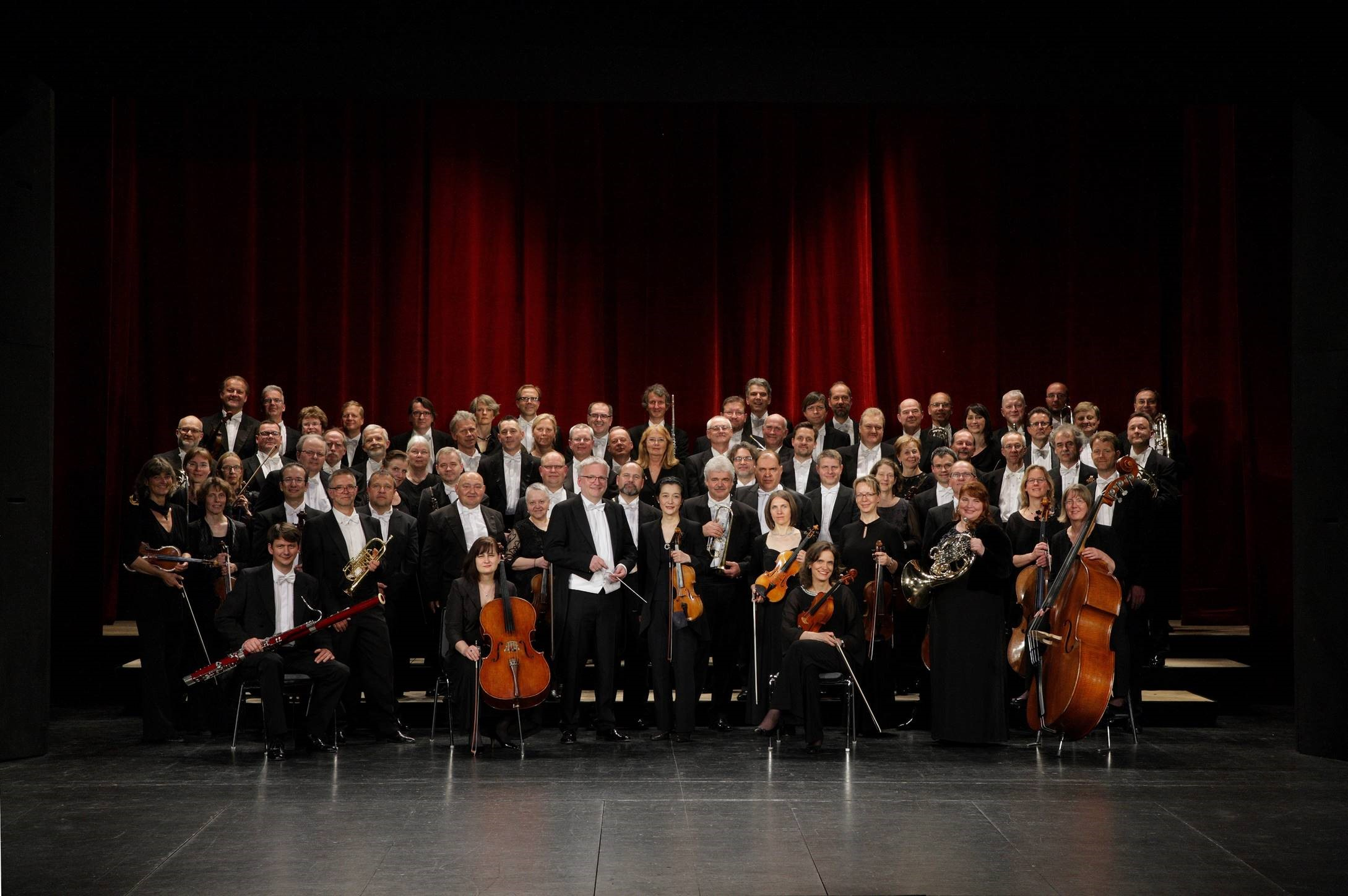
Elbland Philharmonie Sachsen (2018)

Die Elbland Philharmonie Sachsen ist ein Sinfonieorchester mit Sitz in Riesa. Das Orchester vereinigt seit dem 1. August 2012 die Musiker der vormaligen Neuen Elbland Philharmonie und des ehemaligen Orchesters der Landesbühnen Sachsen. Chefdirigent ist seit 2017 Ekkehard Klemm.

## Geschichte
In der heutigen Elbland Philharmonie Sachsen finden Musiker aus vier Orchestern eine künstlerische Heimat. Alle im Klangkörper vereinigten Orchester wurden nach dem Zweiten Weltkrieg gegründet. Das Stadtorchester der Stadt Riesa deckte schon damals eine Bandbreite von der leichten Muse über Tanzmusik bis zu Sinfoniekonzerten ab. In diesen Veranstaltungen traten unter anderem der Dresdner Generalmusikdirektor Rudolf Neuhaus, Kammersänger Theo Adam und der Pianist Peter Rösel auf. Das Staatliche Kreiskulturorchester Pirna entstand im Jahr 1953 und wurde später in Sinfonieorchester Pirna umbenannt. Andreas Grohmann war dem Orchester seit dem Jahr 1989 eng verbunden, im Jahr 1998 ernannte man ihn zum dortigen Musikdirektor. Zahlreiche Uraufführungen, chorsinfonische Projekte sowie die CD-Einspielung der „Großsedlitzer Parkmusik“ von Hans-Hendrik Wehding trugen zur Bekanntheit des Orchesters bei. Das Orchester der IG Wismut war auf gehobene Unterhaltungsmusik spezialisiert. Die Tanzmusik der Big Bands sowie Operettenmelodien wurden für den Klangkörper in ein zeitgemäß-symphonisches Gewand arrangiert. Das Orchester spielte über Jahre im Fernsehen der DDR, unter anderem zur Weihnachtssendung „Zwischen Frühstück und Gänsebraten“. Diese drei Orchester bildeten die Neue Elbland Philharmonie. Das Orchester der Landesbühnen entstand im Jahr 1945 als Opernorchester in Dresden. Mit dem Umzug der damaligen Landesbühnen nach Radebeul erhielt das Orchester eine neue feste Spielstätte. Seit 1956 begleitet das Orchester die Oper „Der Freischütz“ auf der Felsenbühne Rathen. Klaus Tennstedt, der spätere Chefdirigent des London Philharmonic Orchestra, prägte ab 1958 als Generalmusikdirektor das Orchester der Landesbühnen. Danach standen unter anderem Alexander von Brück und Michelle Carulli als Chefdirigenten am Pult.
Die Elbland Philharmonie Sachsen kann somit auf eine lange Tradition als Konzert- und Musiktheaterorchester zurückblicken.

### Fusion mit dem Orchester der Landesbühnen Sachsen
Am 30. Juni 2012 wurde der Betriebsübergang der Orchestermitglieder des Orchesters der Landesbühnen Sachsen in die Neue Elbland Philharmonie vollzogen. Seit diesem Betriebsübergang trägt das Orchester den Namen Elbland Philharmonie Sachsen.
Am 15. Juni 2012 wurde ein Haustarifvertrag für die Musiker der Neuen Elbland Philharmonie Riesa und des Orchesters der Landesbühnen Sachsen vom Deutschen Bühnenverein und der Deutschen Orchestervereinigung unterzeichnet. Damit ebneten die Tarifvertragsparteien den Weg für die Fusion beider Klangkörper. Für die unter den Tarifvertrag fallenden Musiker bedeutete dies einen Gehaltsverzicht verbunden mit einem Freizeitausgleich.
Das Orchester steht seit der Fusion sowohl dem eigenen Konzert- wie dem Theaterbetrieb der zur GmbH umgewandelten Landesbühnen Sachsen zur Verfügung. Mit der Fusion wurden die Vorgaben des Sächsischen Kulturraumgesetzes zur Neuordnung der sächsischen Theater- und Orchesterlandschaft umgesetzt.
Ab der Spielzeit 2006/2007 bekleidete Christian Voß das Amt des Generalmusikdirektors und Chefdirigenten der Neuen Elbland Philharmonie sowie ab August 2012 der Elbland Philharmonie Sachsen. Carola Gotthardt ist seit dem Jahr 2013 Geschäftsführerin. Im Jahre 2016 wählte das Orchester Ekkehard Klemm als neuen Chefdirigenten, der mit dem Beginn der Spielzeit 2017/18 sein Amt antrat.

## Spielplan und Auftrittsorte
Heute bespielt die Elbland Philharmonie Sachsen als Orchester des Kulturraums Meißen – Sächsische Schweiz-Osterzgebirge die Theater, Stadthallen, Kulturhäuser und Kirchen rund um die Landeshauptstadt Dresden. Das Orchester ist unter anderem in der Stadthalle „stern“ Riesa, in der Marienkirche Pirna, im Theater Meißen sowie in den Landesbühnen Sachsen in Radebeul zu erleben. Gastspiele führen die Elbland Philharmonie Sachsen regelmäßig zu den Dresdner Musikfestspielen, in den Kulturpalast Dresden, in das Festspielhaus Hellerau sowie in das Gewandhaus zu Leipzig.
Neben Philharmonischen Konzerten und Unterhaltungskonzerten begeistern Kammermusikreihen wie „Klassik im Schloss“ und „Klassik im Weinberg“ zahlreiche Besucher im Elbtal. Einen thematischen Schwerpunkt setzte das Orchester in den vergangenen Jahren im Bereich der Neuen Musik mit der Projektreihe „Composers in Region“. Gefördert von der Bundesbeauftragten für Kultur und Medien (BKM) und ihrem Ministerium im Rahmen des Programms „Exzellente Orchesterlandschaft Deutschlands“ realisierte die Elbland Philharmonie in Sachsen dabei vielseitige Konzert- und Sonderprojekte, die sich mit den Komponisten der Region auseinandersetzten.
Besonders im Bereich der Kinder- und Jugendarbeit zeichnet sich das Orchester mit vielfältigen Vermittlungsformaten wie „Musik in der KiTa“ und „Musik im Klassenzimmer“ aus. Festen Bestandteil des Spielplans bilden außerdem die Kuschelkonzerte für die Allerkleinsten sowie Konzerte für Grundschüler in Riesa, Meißen, Dippoldiswalde, Radebeul und Neustadt. Freitaler Kinder im Alter von 4 bis 17 Jahren standen bereits zum wiederholten Male mit dem Orchester gemeinsam auf der Bühne und sangen und tanzten die Auftragswerke „Die Puppenfee“ und „November im Blues“. Schüler der Kinderkomponistenklassen aus Dresden und Halle erhielten 2019 erstmals in einem Workshop die Möglichkeit, ihre eigenen Kompositionen von einem Profiorchester musikalisch lebendig werden zu lassen. Mit dem Crossover-Projekt „SYMPHONIX“, einer Koproduktion mit dem Festspielhaus Hellerau, dem Choreografen Raphael Hillebrand und den Landesbühnen Sachsen Radebeul, zeigte das Orchester gemeinsam mit den „SAXONZ“, einer der besten Breakdance-Crews Deutschlands, dass sinfonischer Hip Hop geradezu beflügelt.
Die Elbland Philharmonie Sachsen begleitet die Kirchenchöre der Region bei zahlreichen chorsinfonischen Projekten sowie Oratorienaufführungen. Renommierte Instrumental- und Gesangssolisten, regional verwurzelte Bands wie „Stilbruch“ und die „medlz“ sowie bekannte Persönlichkeiten wie Tom Pauls gastieren regelmäßig in verschiedensten Konzertformaten.
Als musikalischer Partner der Landesbühnen Sachsen ist das Orchester in Opern, Operetten und Musicals unter anderem in Radebeul, Bad Elster, Eisleben, Bernburg, Hoyerswerda und der Felsenbühne Rathen zu erleben.

## Projekte und Gäste
Die Elbland Philharmonie Sachsen führt vielfältige Veranstaltungen mit Engagements namhafter Solisten und Dirigenten auf. Das Orchester bzw. zuvor die Neue Elbland Philharmonie wurde unter anderem dirigiert von Reto Parolari und Ludwig Güttler; das Orchester arbeitete zusammen mit den Pianisten Peter Rösel, Ragna Schirmer und Andreas Boyde sowie mit Isang Enders und Peter Bruns (Violoncello), Theo Adam, Anna Maria Kaufmann und José Cura (Gesang) und dem Organisten Michael Schönheit.
Projekte der Neuen Elbland Philharmonie waren die Zusammenarbeit mit Studenten der Stage School Hamburg, die Ausgestaltung des Arenasingens 2009 in der Erdgasarena Riesa und die Meißner Burgfestspiele vom 17.–23. August 2009 auf der Albrechtsburg Meißen.

## Dirigenten

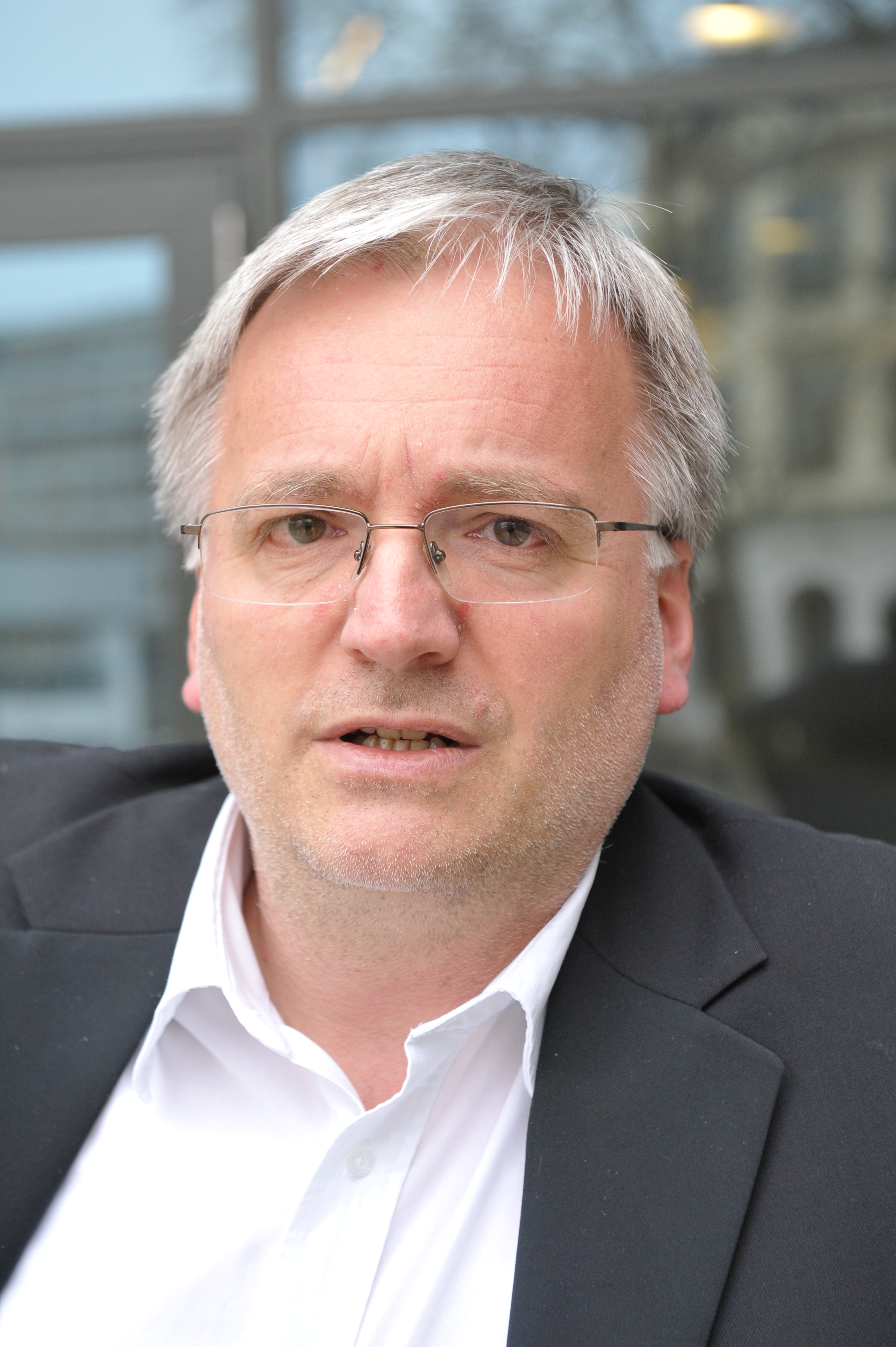
Ekkehard Klemm (2012)

Dirigenten der Elbland Philharmonie Sachsen und ihrer Vorgänger waren:
- Max Hartmann (1947–1954)
- Rolf Gilek (1954–1955)
- Otto Backer (1955–1959)
- Paul Diener (1959–1967)
- Volker Erben (1967–1971)
- Christia Eckhardt (1971–1981)
- Gotthardt Lienicke (1972–1974)
- Jürgen Wirrmann (1974–1981)
- Gottfried Hellmundt (1981–1987)
- Peter Fanger (1987–2006)
- Christian Voß (2006–2017)
- Ekkehard Klemm (2017–Heute)